# Rhopalura philinae
Rhopalura philinae är en djurart som beskrevs av Lang 1951. Rhopalura philinae ingår i släktet Rhopalura, och familjen Rhopaluridae. Arten är reproducerande i Sverige. Inga underarter finns listade i Catalogue of Life.